# 江川英敏
江川 英敏（えがわ ひでとし）は、江戸時代末期の旗本で、伊豆韮山代官である。第37代江川家当主。

## 経歴
天保10年（1839年）、第36代当主・江川英龍の三男として生まれる。安政2年（1855年）に父が死去した（2人の兄は既に早世していた）ため、家督を継いで第37代当主となり太郎左衛門を称した。
文久元年（1861年）には常陸国鹿島郡の日川砂漠開拓が難航していた柳川宗左衛門秀勝が教えを乞いに来た為これを指導。さらに八丈島での開墾経験がある農民らを招聘してやりこれを助けた。また生前に父が進めていた農兵育成・反射炉の完成・爆裂砲弾の作成などを次々と推し進めたが、家督相続から7年後の文久2年（1862年）に夭折した。享年24。継嗣がなく、末弟の江川英武が養子として跡を継いだ。